# Chasse aux garces
Chasse aux garces (Skank Hunt en VO) est le deuxième épisode de la vingtième saison de la série d'animation américaine South Park. Il est diffusé pour la première fois le 21 septembre 2016 sur Comedy Central. L'épisode traite des méfaits de l'anonymat et du trollage sur Internet, une thématique centrale de cette saison, ainsi que de la prévention du suicide.

## Résumé
Une réunion est organisée par l'école de South Park pour prévenir les parents des ravages causés par le troll Internet Piègeàmorues42 (SkankHunt42 en VO), et les inviter à surveiller leurs enfants pour le démasquer. 
La jeune Heidi Turner sombre dans la dépression et commet l'irréparable en effaçant son compte Twitter avant de jeter son téléphone dans le fleuve. L'école traite la question comme si elle s'était suicidée. Les élèves ont une "veillée funèbre" avec M. Mackey, où ils s’échangent des messages de soutien à Heidi alors qu'elle est assise parmi eux. Plus tard, un autre élève, Scott Malkinson, souhaite lui aussi "en finir" et supprimer son compte Twitter. Il viendra voir plusieurs fois M. Mackey au cours de l'épisode pour lui faire part de ses intentions. Le conseiller de l'école parvient à le calmer à chaque fois, mais supporte de moins en moins le garçon, surtout quand il lui téléphone en pleine nuit.
Gerald Broflovski continue ses activités nocturnes en tant que Piègeàmorues42, et ressort toujours très satisfait de ses soirées à poster des messages provocants et des photos trafiquées sur le forum de l'école et les réseaux sociaux. Sa joie monte d'un cran quand ses actes font la une des journaux télévisés, où une ancienne championne olympique danoise rescapée du cancer du sein, Freja Ollegard, déclare qu'elle ne sera jamais intimidée par un troll minable, ce qui excite Gerald encore plus.
Les filles de l'école sont convaincues qu'un des garçons est le troll et suspectent Cartman. Les autres garçons pensent la même chose, et se persuadent qu'il faut en finir une fois pour toutes et de façon violente. Ils attirent Eric dans une cabane abandonnée dans les bois et détruisent tous ses appareils avant de les enterrer. Mais même après ça, le troll sévit toujours sur le net, ce qui innocente Cartman. 
Jugeant ne pas être assez soutenues, toutes les filles décident de se montrer solidaires et rompent avec leurs copains respectifs, y compris Wendy Testaburger avec Stan.